# Чечевиця рубінова
Чечевиця рубінова (Carpodacus rodopeplus) — вид горобцеподібних птахів родини в'юркових (Fringillidae). Мешкає в Гімалаях. Широкоброва чечевиця раніше вважалася підвидом рубінової чечевиці.

## Опис
Довжина птаха становить 15-17 см. Довжина крила становить 82-90 мм, довжина хвоста 67-74 мм, довжина дзьоба 14-15 мм. Виду притаманний статевий диморфізм.
У самців верхня частина голови і шия темно-бордово-червоні, над очима широкі блідо-рожеві "брови", через очі ідуть темно-бордові смуги, щоки і скроні темно-бордові. Підборіддя і горло рожеві, пера на них мають чорні стрижні і світлі кінчики. Нижня частина тіла рожева, боки мають червонувато-коричневий відтінок, гузка має темно-червоний відтінок. Спина і плечі бордові, поцятковані темними смужками, пера і на плечах мають світло-рожеві края. Пера на надхвісті мають рожеві кінчики верхні покривні пера хвоста бордові. Крила чорнуваті, пера на них мають темно-червоні края. Покривні пера крил чорнувато-коричневі з темно-червоними краями і блідо-рожевими або білуватими кінчиками. Хвіст роздвоєний, темно-коричневий, пера на ньому мають темно-червоні края. Очі темно-карі, дзьоб коричневий, знизу світліший, лапи коричневі або рогові.
У самиць верхня частина голови, спина і плечі коричневі, поцятковані темними смугами, пера на спині і потилиці мають світлі края. Надхвістя і верхні покривні пера хвоста коричгневі або блідо-коричневі. Над очима широкі кремові або охристі "брови", щоки і скроні чорнувато-коричневі, через очі ідуть чорнувато-коричневі смуги. Підборіддя і горло охристі, поцятковані темними смужками. Нижня частина тіла блідо-коричнева або охристо-коричнева, на грудях темні смужки, на боках і животі вони тонші і менш виражені. Гузка охристо-коричнева. Оперення крил подібне до оперення крил у самців, однак края більш коричневі, а світлі кінчики і края покривних пер більш охристі. Забарвлення молодих птахів є подібним до забарвлення самиць.

## Поширення і екологія
Рубінові чечевиці мешкають в Гімалаях, від Кашміра і Уттар-Прадеша на схід через Непал до Сіккіма і крайнього півдня Тибета. Вони живуть у високогірних чагарникових заростях, зокрема в заростях рододендрону, барбарису і карагани (Caragana), та на високогірних луках, на висоті від 3000 до 4600 м над рівнем моря. Взимку мігрують в долини, на висоту від 2000 до 3050 м над рівнем моря. Зустрічаються парами або зграйками, живляться насінням, а також ягодами і плодами.